# Steve Riley
Pour les articles homonymes, voir Riley.
(en) Statistiques sur pro-football-reference
Steven Bruce Riley (né le 23 novembre 1952 à Chula Vista et mort le 16 septembre 2021) est un joueur américain de football américain.

## Carrière

### Université
Après avoir fait ses études à la 'Castle Park High School de sa ville natale de Chula Vista, Riley entre à l'université de Californie du Sud, jouant pour l'équipe de football américain des Trojans. Il est nommé All-America lors de sa dernière saison universitaire.

### Professionnel
Steve Riley est sélectionné au premier tour du draft de la NFL de 1974 par les Vikings du Minnesota au vingt-cinquième choix. Les deux premières saisons de Riley le voient jouer remplaçant avant d'obtenir une place de titulaire permanent en 1976 et 1977, récupérant son premier fumble lors de cette saison. Après une année 1978 le voyant peu jouer, il revient comme titulaire en 1979 et conserve cette place jusqu'à la fin de la saison 1984, arrêtant sa carrière après cette saison.

## Statistiques
En onze saisons en NFL, Riley a joué 138 matchs dont 121 comme titulaire. Il a récupéré trois fumbles.